# Lissonota anthophila
Lissonota anthophila là một loài tò vò trong họ Ichneumonidae.